# The Last Movie
The Last Movie es una película estadounidense dramática y metaficcional de 1971 dirigida y editada por Dennis Hopper, quien también protagoniza el papel principal como un domador de caballos llamado Kansas. Está escrito por Stewart Stern, basado en una historia de Hopper y Stern, y protagonizada por un extenso elenco de apoyo que incluye a Stella García, Don Gordon, Peter Fonda, Julie Adams, Sylvia Miles, Samuel Fuller, Dean Stockwell, Russ Tamblyn, Tomas Milian , Toni Basil, Severn Darden, Henry Jaglom, Rod Cameron y Kris Kristofferson & Michelle Phillips en sus estrenos cinematográficos.
La trama se centra en un director de cine (Hopper), quien se niega a terminar un film que le fue encargado y escapa a Perú. Exiliado allí, comienza un culto centrado en el cine entre nativos peruanos.
Después del éxito de la película anterior de Hopper, Easy Rider, Universal Pictures le dio al director/estrella un control creativo completo sobre su nuevo proyecto, cuyo presupuesto fue de 1 millón de dólares y fue filmado en la zona de Cuzco en Perú. Hopper, sin ceñirse al guion de Stern, fue filmando horas y horas de imágenes creadas en torno a amigos a quienes invitó al set de grabación, incluidos varios de sus antiguos colaboradores, como Fonda y Basil. La postproducción alargada de la película fue producto de la constante edición y reedición de la película que Hopper hacía, mientras sufría los efectos del abuso continuo de sustancias, lo que llevó a acusaciones de auto-sabotaje y la  perdida del plazo de entrega del corte final casi seis meses después de terminado el rodaje.
A pesar de las altas expectativas iniciales, incluida una proyección bien recibida en el Festival Internacional de Cine de Venecia de 1971, la película fue un desastre crítico y financiero en Estados Unidos. Descontento con el producto terminado, Universal Pictures le dio a la película un lanzamiento escalonado y limitado bajo múltiples títulos alternativos. Su mala recepción condujo al exilio autoimpuesto de Hopper de Hollywood durante muchos años, ya que éste no volvió a dirigir otra película hasta Out of the Blue (1980).
En las décadas transcurridas desde su lanzamiento inicial, The Last Movie ha sufrido una revaluación crítica y se ha convertido en un clásico de culto.
- Datos: Q520051